# Think Different
Think Different (en español, Piensa diferente) es un eslogan publicitario creado por Apple Computer en 1997 por la oficina de Los Ángeles de la agencia publicitaria TBWA\Chiat\Day. Fue utilizado en un famoso anuncio de televisión y en varias publicidades impresas de productos de Apple. Apple dejó de utilizar este eslogan en 2002 pero recientemente en otoño de 2009 ha vuelto a incluirlo en las cajas de los nuevos iMacs de 21,5" y 27".

## Comerciales
Se usaron versiones reducidas en dos anuncios de televisión titulados “Crazy Ones” (Los Locos), dirigidos por Jennifer Golub. El actor Richard Dreyfuss puso la voz a estos anuncios. 
La versión de un minuto de duración mostraba vídeos en blanco y negro de los siguientes personajes históricos, en orden de aparición: Albert Einstein, Bob Dylan, Martin Luther King, Richard Branson, John Lennon (con Yōko Ono), Richard Buckminster Fuller, Thomas Edison, Muhammad Ali, Ted Turner, Maria Callas, Mahatma Gandhi, Amelia Earhart, Alfred Hitchcock, Martha Graham, Jim Henson (con Kermit the Frog), Frank Lloyd Wright y Pablo Picasso. 
En el anuncio de 30 segundos de duración aparecían 11 de las 17 personalidades, terminando con Jerry Seinfeld, en orden de apariciones: Albert Einstein, Bob Dylan, Martin Luther King, Jr., John Lennon, Martha Graham, Muhammad Ali, Alfred Hitchcock, Mahatma Gandhi, Jim Henson, Maria Callas, Pablo Picasso, seguido de Jerry Seinfeld. Esta versión solo salió al aire una vez, durante la temporada final de Seinfeld.

## Texto
Esta es una traducción de la versión original;
la versión original "larga" aparecía en pósteres hechos por Apple.
Los Locos
Original

Esto es para los locos. Los inadaptados. Los rebeldes. Los alborotadores. Las clavijas redondas en agujeros cuadrados. Los que ven las cosas de otra manera.

No son aficionados a las reglas y no tienen ningún respeto por lo establecido. Puedes alabarlos, puedes no estar de acuerdo con ellos, puedes citarlos, puedes no creer en ellos, glorificarlos o vilipendiarlos. Pero la única cosa que no puedes hacer es ignorarlos. Porque ellos cambian las cosas.
Ellos inventan. Ellos imaginan. Ellos curan. Ellos exploran. Ellos crean. Ellos inspiran. Ellos impulsan la humanidad hacia delante.
Quizás tienen que estar locos. ¿Cómo si no puedes enfrentarte a un lienzo vacío y ver una obra de arte? ¿O sentarte en silencio y escuchar una canción que nunca ha sido escrita? ¿O  contemplar un planeta rojo y ver un laboratorio sobre ruedas?
Mientras algunos les ven como los locos, nosotros vemos genios.

Porque la gente que está lo suficientemente loca como para pensar que pueden cambiar el mundo, son los que lo hacen.

Versión completa

Esto es para los locos. Los inadaptados, los rebeldes, los problemáticos, los alborotadores. Las clavijas redondas en agujeros cuadrados. Ellos no tienen apego a las reglas y a los que no tienen respeto por el “status quo”. Puedes citarlos, discrepar de ellos, ensalzarlos o vilipendiarlos. Pero la única cosa que no puedes hacer es ignorarlos… Porque ellos cambian las cosas, empujan hacia adelante la raza humana y, aunque algunos puedan verlos como locos, nosotros vemos genios. Porque las personas que están lo bastante locas como para creer que pueden cambiar el mundo, son las que lo hacen.

Versión corta

Esto es por los locos. Los rebeldes. Los alborotadores. Los que ven las cosas de manera diferente. Mientras que algunos pueden verlos como los locos, nosotros vemos genios. Porque las personas que están lo bastante locas como para creer que pueden cambiar el mundo, son las que lo hacen.